# Hårda bud (film, 1986)
Hårda bud, amerikansk film från 1986. 

## Handling
Mark Kaminsky (Arnold Schwarzenegger) får sparken av FBI efter att ha misshandlat en misstänkt, men hans före detta chef Harry Shannon (Darren McGavin) har ett nytt uppdrag åt honom. Harrys son har blivit kidnappad. Harry lovar att Mark ska få tillbaka sitt gamla jobb om han lyckas rädda sonen.

## Om filmen
Hårda bud är regisserad av John Irvine. 

### Rollista (i urval)
- Arnold Schwarzenegger - Mark Kaminsky, aka Joseph P. Brenner
- Kathryn Harrold - Monique
- Darren McGavin - Chief Harry Shannon
- Sam Wanamaker - Luigi Patrovita
- Paul Shenar - Paulo Rocca
- Steven Hill - Martin Lamanski
- Joe Regalbuto - Marvin Baxter
- Robert Davi - Max Keller